# La Princesse et la Bête
La Princesse et la Bête (贄姫と獣の王, Niehime to kemono no ō) est une série de manga japonaise par Yū Tomofuji. Elle est prépubliée dans le magazine shōjo Hana to yume de Hakusensha entre novembre 2015 et octobre 2020. En France, elle est éditée par Pika Édition. Une adaptation en série d'animation produite par le studio J. C. Staff est diffusée depuis avril 2023.

## Synopsis
Afin d'affirmer la domination de son peuple sur la race humaine, le roi des démons reçoit régulièrement des sacrifices humains féminins à manger. Cependant, le 99e sacrifice, une fille humaine amenée à la capitale du nom de Salifie, intrigue le roi des démons. Elle ne le craint pas, ni les autres démons, et accepte sa mort sans pleurer car elle n'a ni maison ni famille où retourner si elle était libérée. Le roi la trouve intrigante et la laisse rester à ses côtés en tant qu'épouse malgré le fait qu'elle soit humaine. Cette histoire est celle de Salifie devenant reine des démons.

## Personnages
Salifie (サリフィ, Sarifi)
Voix japonaise : Aoi Yūki (drama CD), Kana Hanazawa (anime)
Une jeune fille élevée comme sacrifice pour le roi des démons. Elle devient finalement épouse de celui-ci.
Leonhart (レオンハルト, Reonharuto)
Voix japonaise : Kenjiro Tsuda (drama CD), Satoshi Hino (anime), Yumi Uchiyama (enfant)
Roi d'Osmalg, le royaume des démons. Il est né d'un père démon et d'une mère humaine.
Lope et Cyc (ロプス & キュク, Lops & Kuku)
Voix japonaise : Rie Takahashi (Lope ; drama CD), Yui Ogura (Cyc ; drama CD), Natsumi Fujiwara (Lope ; anime), Yuka Nukui (Cyc ; anime)
Anubis (アヌビス, Anubisu)
Voix japonaise : Takahiro Sakurai (drama CD), Takuma Terashima (anime), Rie Kugimiya (enfant)
Chancelier, il est le conseiller le plus proche de Leonhart. Son véritable nom est Sirius (シリウス, Shiriusu).
Amito (プリンセスアット, Atto)
Voix japonaise : Megumi Han
Princesse du clan des reptiles et amie de Salifie, amoureuse de Jörmungand.
Iriya (イリーア, Irīa)
Voix japonaise : Shōya Chiba, Riho Sugiyama (enfant)
Ami d'enfance de Salifie ; il éprouve des sentiments pour cette dernière. Et une haine envers les démons.
Jörmungand (ヨルムンガンド, Yorumungando)
Voix japonaise : Junichi Yanagita (drama CD), Chikahiro Kobayashi (anime)
Capitaine de la garde royale.
Bénou (ベンヌ, Ben'nu)
Voix japonaise : Hiroyuki Yoshino
Un phénix et la Bête sacrée de Salifie.
Lantbert (ランテヴェルト, Rantevu~eruto)
Voix japonaise : Tasuku Hatanaka, Yuka Takakura (enfant)
Le capitaine de la garde rapprochée de Salifie, une hyène.
Galois (ガロア, Garoa)
Voix japonaise : Hōchū Ōtsuka
Jaws (ジョズ, Jozu)
Voix japonaise : Kenta Miyake
Gwiber (グウィバー, Guu~ibā)
Voix japonaise : Kōji Okino
La Bête sacrée de Leonhart. C'est un dragon d'argent.
Tetra (テトラ, Tetora)
Voix japonaise : Rina Hidaka
Princesse du royaume de Sable, elle est la fille du roi Teto et de la reine Calra.
Teto VII (テト7)
Voix japonaise : Takashi Matsuyama
Septième roi de Sable, le mari de Kalula, le père de trois filles, Tetra, et Kalkara.
Kalula (カルラ, Kara)
Voix japonaise : Aya Hisakawa
Reine de Sable, le épouse de Teto VII, la mère de trois filles, Tetra, et Kalkara.
Kalkara (カルカラ, Karukara)
Voix japonaise : Kaede Hondo
Seul prince de Sable, le fils unique de Teto VII, Kalula et le plus jeune frère de trois sœurs aînées et Tetra.
Seto (セト, Setto)
Voix japonaise : Kōki Miyata (drama CD), Takaya Kuroda (anime), Risae Matsuda (enfant)
Fenrir (フェンリル, Fenriru)
Voix japonaise : Yūichi Nakamura, Mutsumi Tamura (enfant)
Héritier du royaume des loups mythologiques. Il tente de prendre la place de Leonhart.
Gleipnir (グレイプニル, Gureipunir)
Voix japonaise : Masaaki Mizunaka, Ayaka Asai (enfant)
Il est surnommé comme Nir.
Othellot (オセロット)
Voix japonaise : Nobuhiko Okamoto, Haruka Shiraishi (enfant)
Anastasia (アナスタシア, Anasutashia)
Voix japonaise : Saori Hayami

## Manga
Le manga commence sa prépublication dans le magazine shōjo Hana to yume de Hakusensha le 5 novembre 2015 et la termine le 20 octobre 2020. Une édition spéciale du sixième volume du manga est accompagnée d'un drama CD adaptant des passages du récit.
En France, le manga est édité par Pika Édition et les quinze volumes de la série paraissent entre le 20 juin 2018 et le 8 décembre 2021. La traduction est réalisée par Nathalie Lejeune.
Un manga dérivé est prépublié dans le Hana to Yume depuis le 20 août 2022.

### Liste des volumes
| no | Japonais          | Japonais                            | Français          | Français          |
| no | Date de sortie    | ISBN                                | Date de sortie    | ISBN              |
| --- | ----------------- | ----------------------------------- | ----------------- | ----------------- |
| 1 | 20 mai 2016       | 978-4-592-21541-7                   | 20 juin 2018      | 978-2-81-164224-2 |
| 2 | 20 septembre 2016 | 978-4-592-21542-4                   | 16 août 2018      | 978-2-81-164225-9 |
| 3 | 20 janvier 2017   | 978-4-592-21543-1                   | 24 octobre 2018   | 978-2-81-164226-6 |
| 4 | 19 mai 2017       | 978-4-592-21544-8                   | 12 décembre 2018  | 978-2-81-164573-1 |
| 5 | 20 septembre 2017 | 978-4-592-21545-5                   | 6 mars 2019       | 978-2-81-164705-6 |
| 6 | 19 janvier 2018   | 978-4-592-21546-2 978-4-592-10587-9 | 19 juin 2019      | 978-2-81-164707-0 |
| Une édition spéciale de ce volume est accompagnée d'un drama CD.                                       |                   |                                     |                   |                   |
| 7 | 20 avril 2018     | 978-4-592-21547-9                   | 18 septembre 2019 | 978-2-81-164923-4 |
| 8 | 20 juillet 2018   | 978-4-592-21548-6                   | 11 décembre 2019  | 978-2-81-165238-8 |
| 9 | 20 novembre 2018  | 978-4-592-21549-3                   | 18 mars 2020      | 978-2-81-165440-5 |
| 10 | 20 mars 2019      | 978-4-592-21550-9                   | 16 juillet 2020   | 978-2-81-165445-0 |
| 11 | 20 août 2019      | 978-4-592-22301-6                   | 14 octobre 2020   | 978-2-81-165831-1 |
| 12 | 20 décembre 2019  | 978-4-592-22302-3 978-4-592-22722-9 | 6 janvier 2021    | 978-2-81-165907-3 |
| Une édition spéciale de ce volume est accompagnée d'un livret.                                         |                   |                                     |                   |                   |
| 13 | 20 avril 2020     | 978-4-592-22303-0                   | 21 avril 2021     | 978-2-81-166006-2 |
| 14 | 20 août 2020      | 978-4-592-22304-7                   | 15 juillet 2021   | 978-2-81-166370-4 |
| 15 | 20 janvier 2021   | 978-4-592-22305-4 978-4-592-22757-1 | 8 décembre 2021   | 978-2-81-166637-8 |
| Une édition spéciale de ce volume est accompagnée d'un livret contenant des histoires supplémentaires. |                   |                                     |                   |                   |

## Anime
Une adaptation en série télévisée d'animation est annoncée dans le numéro du Hana to Yume paru le 20 janvier 2021. La série est produite par le studio japonais J. C. Staff et réalisée par Chiaki Kon, avec des scripts écrits par Seishi Minakami, des conceptions de personnages gérées par Shinya Hasegawa et une musique composée par Kohta Yamamoto. Sa diffusion commence le 20 avril 2023.

### Liste des épisodes
| No | Titre français                                     | Titre japonais   | Titre japonais                         | Date de 1re diffusion |
| No | Titre français                                     | Kanji            | Rōmaji                                 | Date de 1re diffusion |
| -- | -------------------------------------------------- | ---------------- | -------------------------------------- | --------------------- |
| 1  | L’offrande et la nuit du sacrifice                 | 生贄と供犠の夜   | Ikenie to Kugi no Yoru                 | 20 avril 2023         |
| 2  | Le bourdon et le banquet des nobles                | 熊蜂と貴族の宴   | Kumabachi to Kizoku no Utage           | 27 avril 2023         |
| 3  | Le démon et la ville des humains                   | 魔族と人間の町   | Mazoku to Ningen no Machi              | 4 mai 2023            |
| 4  | La princesse féline et la princesse reptile        | 女猫と爬虫の姫   | Meneko to Hachū no Hime                | 11 mai 2023           |
| 5  | La créature de l’immortalité et de la résurrection | 不死と再生の聖獣 | Fushi to Saisei no Seijū               | 18 mai 2023           |
| 6  | Le garçon et le roi-démon                          | 少年と魔族の王   | Shōnen to Mazoku no Ō                  | 25 mai 2023           |
| 7  | Le garçon plein d’amour et de haine                | 愛と憎しみの少年 | Ai to Nikushimi no Shōnen              | 1er juin 2023         |
| 8  | Le Dieu des mers et la deuxième épreuve            | 海神と第二の試練 | Watatsumi to Daini no Shiren           | 8 juin 2023           |
| 9  | Les souvenirs du roi et du chancelier              | 王と宰相の追憶   | Ō to Saishō no Tsuioku                 | 15 juin 2023          |
| 10 | Le jour de la fête et de l’oracle divin            | 祝祭と天啓の日   | Shukusai to Tenkei no Hi               | 22 juin 2023          |
| 11 | Le porte-bonheur et la reine de substitution       | 加護と王妃の代理 | Kago to Ōhi no Dairi                   | 29 juin 2023          |
| 12 | La bénédiction et le vœu pour l’avenir             | 祝福と未来の契   | Shukufuku to Mirai no Chigiri          | 6 juillet 2023        |
| 13 | L’inspection des troupes et le capitaine hyène     | 慰問と鬣犬の隊長 | Imon to Tategamiinu no Taichō          | 13 juillet 2023       |
| 14 | La fausse accusation et la hyène solitaire         | 濡衣と孤独の鬣犬 | Nureginu to Kodoku no Haiena           | 20 juillet 2023       |
| 15 | La rencontre du garçon et du jeune démon           | 少年と幼子の邂逅 | Shōnen to Osanago no Kaigō             | 27 juillet 2023       |
| 16 | L’invasion et le loup sans royaume                 | 侵略と亡国の幻狼 | Shinryaku to Bōkoku no Maboroshi Ōkami | 3 août 2023           |
| 17 | La traque et l’affrontement des vassaux            | 追跡と臣下の攻防 | Tsuiseki to Shinka no Kōbō             | 10 août 2023          |
| 18 | Le sauvetage et la confrontation fatidique         | 救出と宿命の対決 | Kyūshutsu to Shukumei no Taiketsu      | 17 août 2023          |
| 19 | Le pont entre démons et humains                    | 魔族と人間の懸橋 | Mazoku to Ningen no Kakehashi          | 24 août 2023          |
| 20 | La lettre royale et la sorcière maudite            | 親書と禁忌の魔女 | Shinsho to Kinki no Majo               | 31 août 2023          |
| 21 | La paix et le secret révélé                        | 和平と秘密の暴露 | Wahei to Himitsu no Bakuro             | 7 septembre 2023      |
| 22 | La fuite et le juge ambitieux                      | 逃亡と法官の野望 | Tōbō to Hōkan no Yabō                  | 14 septembre 2023     |
| 23 | Le grand prêtre et la vérité sur le roi            | 神官長と王の真実 | Shinkanchō to Ō no Shinjitsu           | 21 septembre 2023     |
| 24 | La reine et l’avenir du royaume                    | 妃と王国の未来   | Kisaki to Ōkoku no Mirai               | 28 septembre 2023     |

### Édition japonaise
1. 1 2  (ja) « 贄姫と獣の王 1 », sur Hakusensha (consulté le 18 novembre 2018).
2. 1 2  (ja) « 贄姫と獣の王 2 », sur Hakusensha (consulté le 18 novembre 2018).
3. 1 2  (ja) « 贄姫と獣の王 3 », sur Hakusensha (consulté le 18 novembre 2018).
4. 1 2  (ja) « 贄姫と獣の王 4 », sur Hakusensha (consulté le 18 novembre 2018).
5. 1 2  (ja) « 贄姫と獣の王 5 », sur Hakusensha (consulté le 18 novembre 2018).
6. 1 2  (ja) « 贄姫と獣の王 6 », sur Hakusensha (consulté le 18 novembre 2018).
7. 1 2  (ja) « 贄姫と獣の王　ドラマCD付き限定版 6 », sur Hakusensha (consulté le 29 octobre 2022).
8. 1 2  (ja) « 贄姫と獣の王 7 », sur Hakusensha (consulté le 18 novembre 2018).
9. 1 2  (ja) « 贄姫と獣の王 8 », sur Hakusensha (consulté le 18 novembre 2018).
10. 1 2  (ja) « 贄姫と獣の王 9 », sur Hakusensha (consulté le 18 novembre 2018).
11. 1 2  (ja) « 贄姫と獣の王 10 », sur Hakusensha (consulté le 2 mars 2019).
12. 1 2  (ja) « 贄姫と獣の王 11 », sur Hakusensha (consulté le 5 août 2019).
13. 1 2  (ja) « 贄姫と獣の王 12 », sur Hakusensha (consulté le 12 août 2021).
14. 1 2  (ja) « 贄姫と獣の王　まんが「ケモ姫と普通の王」小冊子付き特装版 12 », sur Hakusensha (consulté le 29 octobre 2022).
15. 1 2  (ja) « 贄姫と獣の王 13 », sur Hakusensha (consulté le 12 août 2021).
16. 1 2  (ja) « 贄姫と獣の王 14 », sur Hakusensha (consulté le 12 août 2021).
17. 1 2  (ja) « 贄姫と獣の王 15 », sur Hakusensha (consulté le 12 août 2021).
18. 1 2  (ja) « 贄姫と獣の王　描きおろし後日談＆未収録番外編付き特装版 15 », sur Hakusensha (consulté le 29 octobre 2022).

### Édition française
1. 1 2  « La Princesse et la Bête tome 1 », sur Pika Édition (consulté le 29 octobre 2022).
2. 1 2  « La Princesse et la Bête tome 2 », sur Pika Édition (consulté le 29 octobre 2022).
3. 1 2  « La Princesse et la Bête tome 3 », sur Pika Édition (consulté le 29 octobre 2022).
4. 1 2  « La Princesse et la Bête tome 4 », sur Pika Édition (consulté le 29 octobre 2022).
5. 1 2  « La Princesse et la Bête tome 5 », sur Pika Édition (consulté le 29 octobre 2022).
6. 1 2  « La Princesse et la Bête tome 6 », sur Pika Édition (consulté le 29 octobre 2022).
7. 1 2  « La Princesse et la Bête tome 7 », sur Pika Édition (consulté le 29 octobre 2022).
8. 1 2  « La Princesse et la Bête tome 8 », sur Pika Édition (consulté le 29 octobre 2022).
9. 1 2  « La Princesse et la Bête tome 9 », sur Pika Édition (consulté le 29 octobre 2022).
10. 1 2  « La Princesse et la Bête tome 10 », sur Pika Édition (consulté le 29 octobre 2022).
11. 1 2  « La Princesse et la Bête tome 11 », sur Pika Édition (consulté le 29 octobre 2022).
12. 1 2  « La Princesse et la Bête tome 12 », sur Pika Édition (consulté le 29 octobre 2022).
13. 1 2  « La Princesse et la Bête tome 13 », sur Pika Édition (consulté le 29 octobre 2022).
14. 1 2  « La Princesse et la Bête tome 14 », sur Pika Édition (consulté le 29 octobre 2022).
15. 1 2  « La Princesse et la Bête tome 15 », sur Pika Édition (consulté le 29 octobre 2022).